# Ferrovia sospesa di Dresda

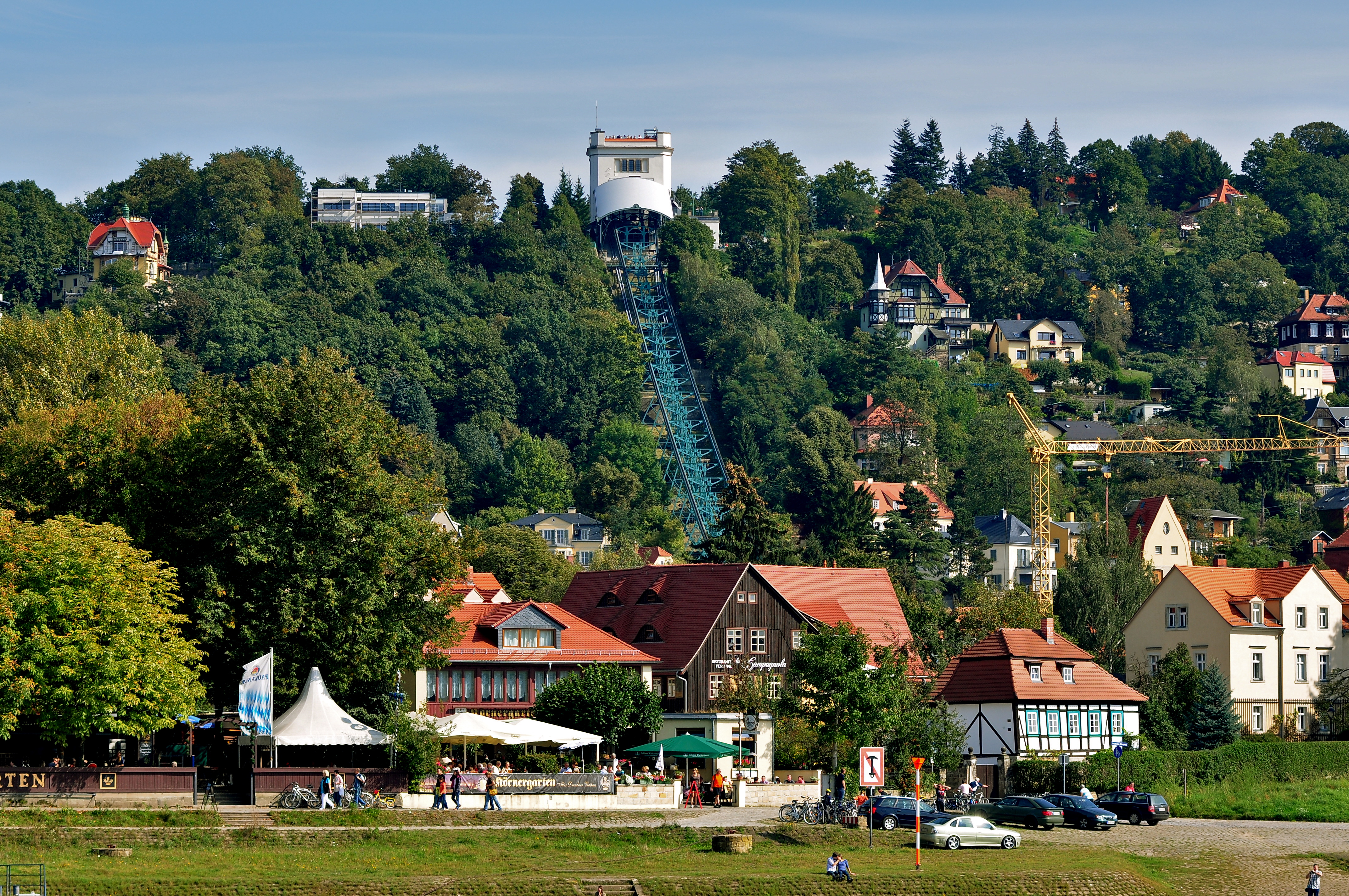
Panoramica della ferrovia sospesa di Dresda con stazione a monte

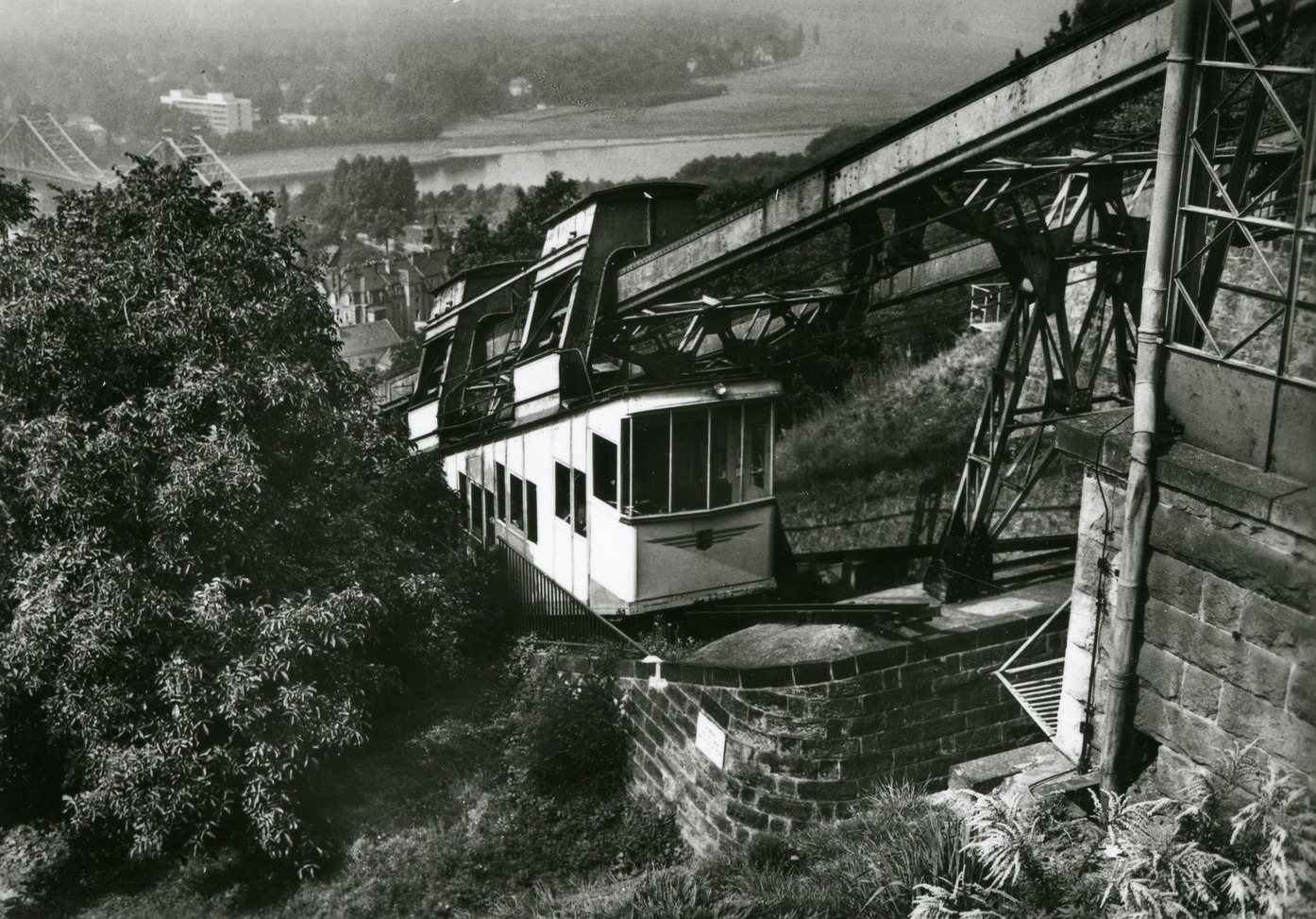
Ferrovia sospesa di Dresda con vista su Blasewitz, 1984

La Schwebebahn è una ferrovia sospesa di Dresda che collega i distretti di Loschwitz e Oberloschwitz. Si tratta di un trasportatore aereo monorotaia. Il termine ferrovia sospesa non è corretto perché, a differenza di una ferrovia a sospensione magnetica, esiste un contatto costante tra il binario e il veicolo. Oltre alla vicina Standseilbahn, è una delle due ferrovie montane di Dresda. Il treno senza conducente è gestito dalla compagnia di trasporto pubblico di Dresda, e copre una distanza di 274 metri superando un dislivello di circa 84 metri. Venne inaugurata nel maggio 1901 e nel maggio 2007 riconosciuta come punto di riferimento storico dell'ingegneria tedesca.

## Storia e tecnologia
Il sistema a doppio binario continuo, come per la ferrovia sospesa di Wuppertal aperta quasi contemporaneamente, fu costruito utilizzando il sistema Eugen Langen e ha dei supporti alti da 33 a 14 metri. Le trasmissioni delle due cabine oscillanti rotolano su uno speciale supporto in acciaio, chiamato anche Rieppelträger dal suo inventore. Contrariamente alla ferrovia a sospensione di Wuppertal, i veicoli di Dresda non sono guidati, ma mossi da una fune, simile a una funicolare. Questa viene azionata da un operatore situato nella stazione a monte.
La Dresden Schwebebahn fu inaugurata il 6 maggio 1901. Nel 1909 il motore a vapore fu sostituito da uno a corrente continua. La ferrovia sospesa sopravvisse indenne alla seconda guerra mondiale. Dal 1984 al 1992 rimase fuori servizio a causa di una necessaria ristrutturazione.
Nel 2001/2002 sono stati effettuati numerosi lavori di riparazione dei pilastri e anche la stazione a monte è stata parzialmente ricostruita. Tra le altre cose, è stato installato un ascensore esterno, che rende il tetto della stazione accessibile come piattaforma panoramica. Nel 2014 è stata utilizzata da circa 300.000 passeggeri.
La ferrovia sospesa corre su una strada di servizio, la Veilchenweg. A causa del percorso di attraversamento, esiste una limitazione di altezza di 2,60 metri.

## Galleria d'immagini

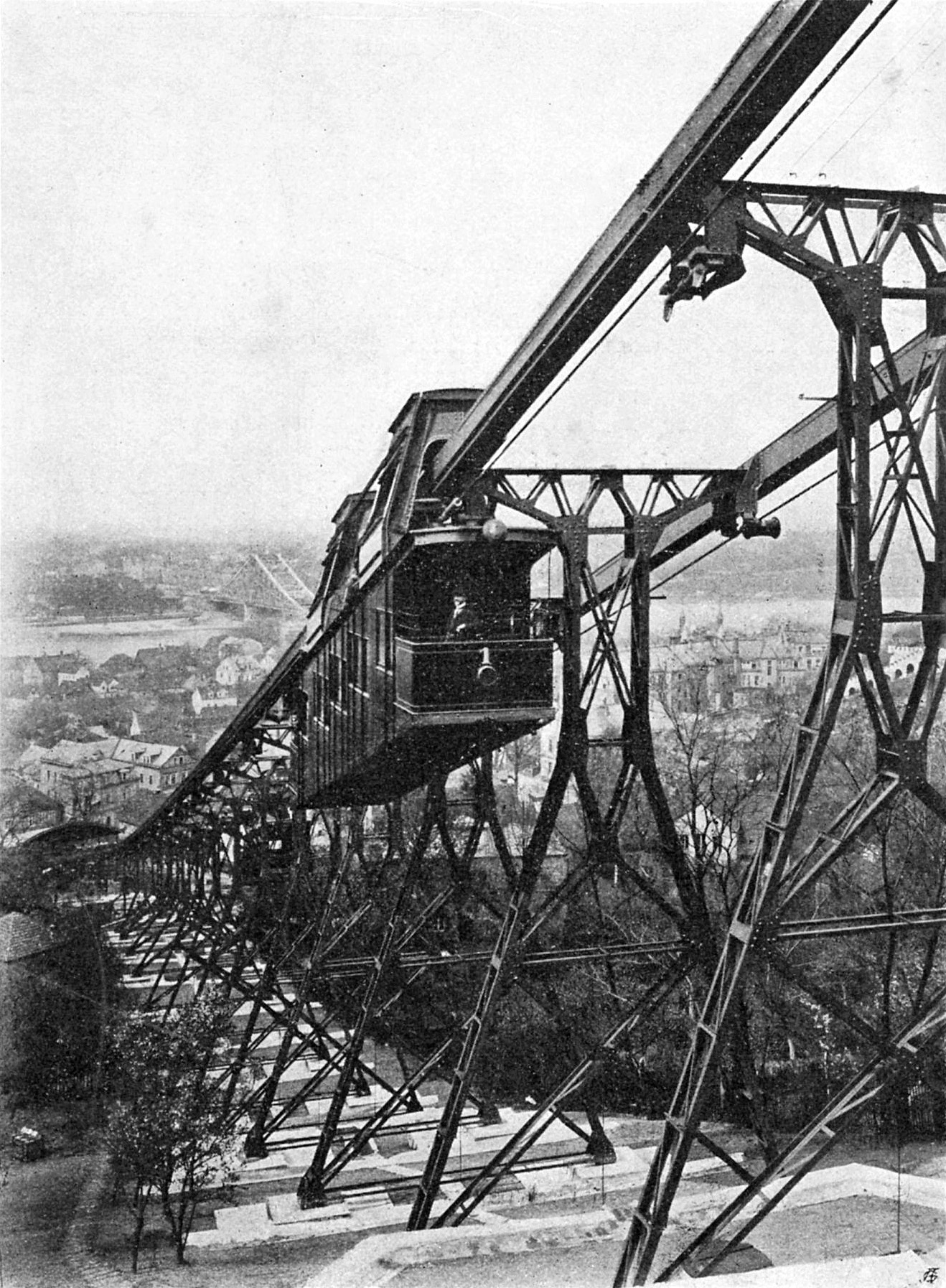
Foto storica (ca. 1902)
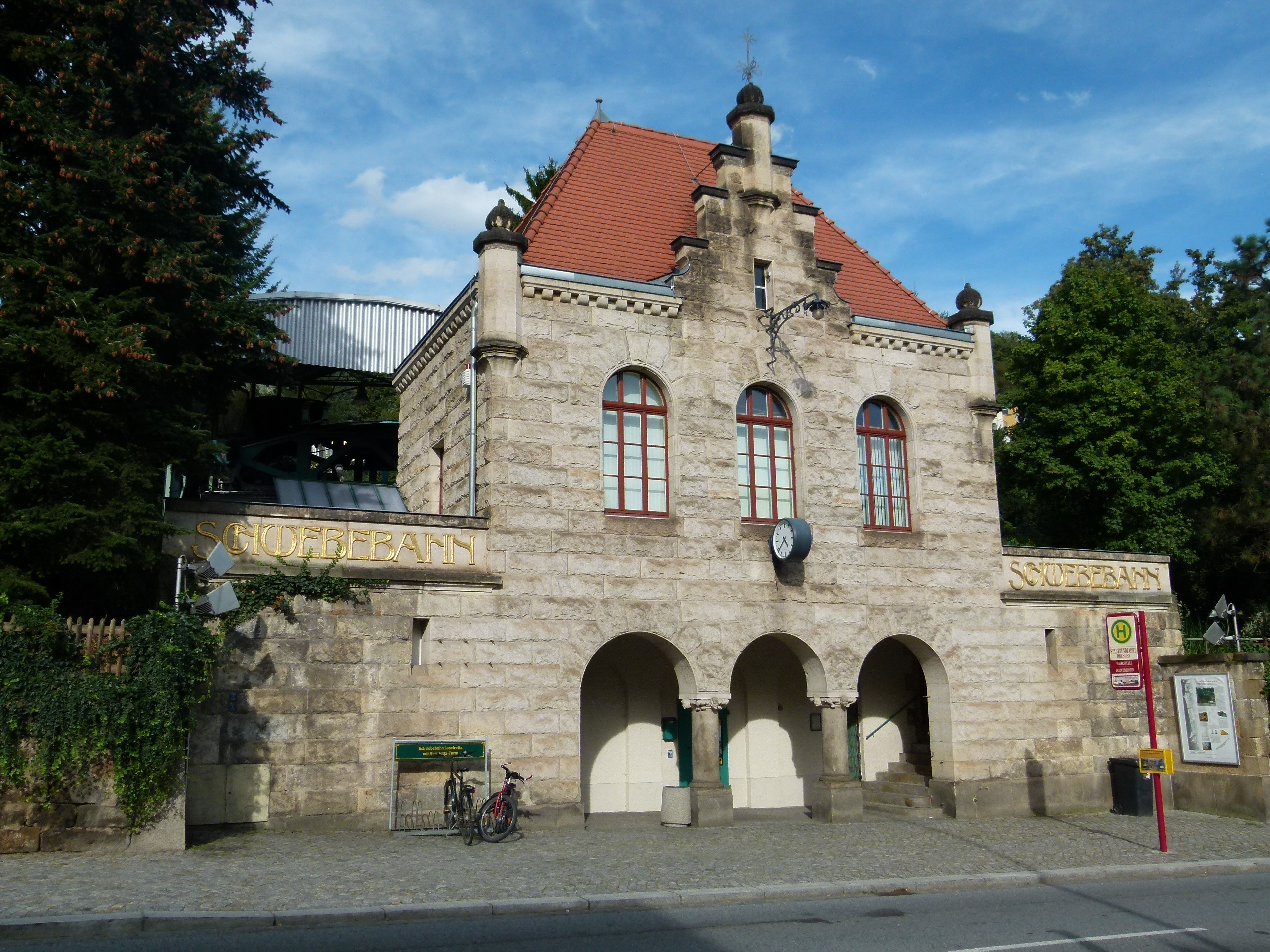
Stazione a valle
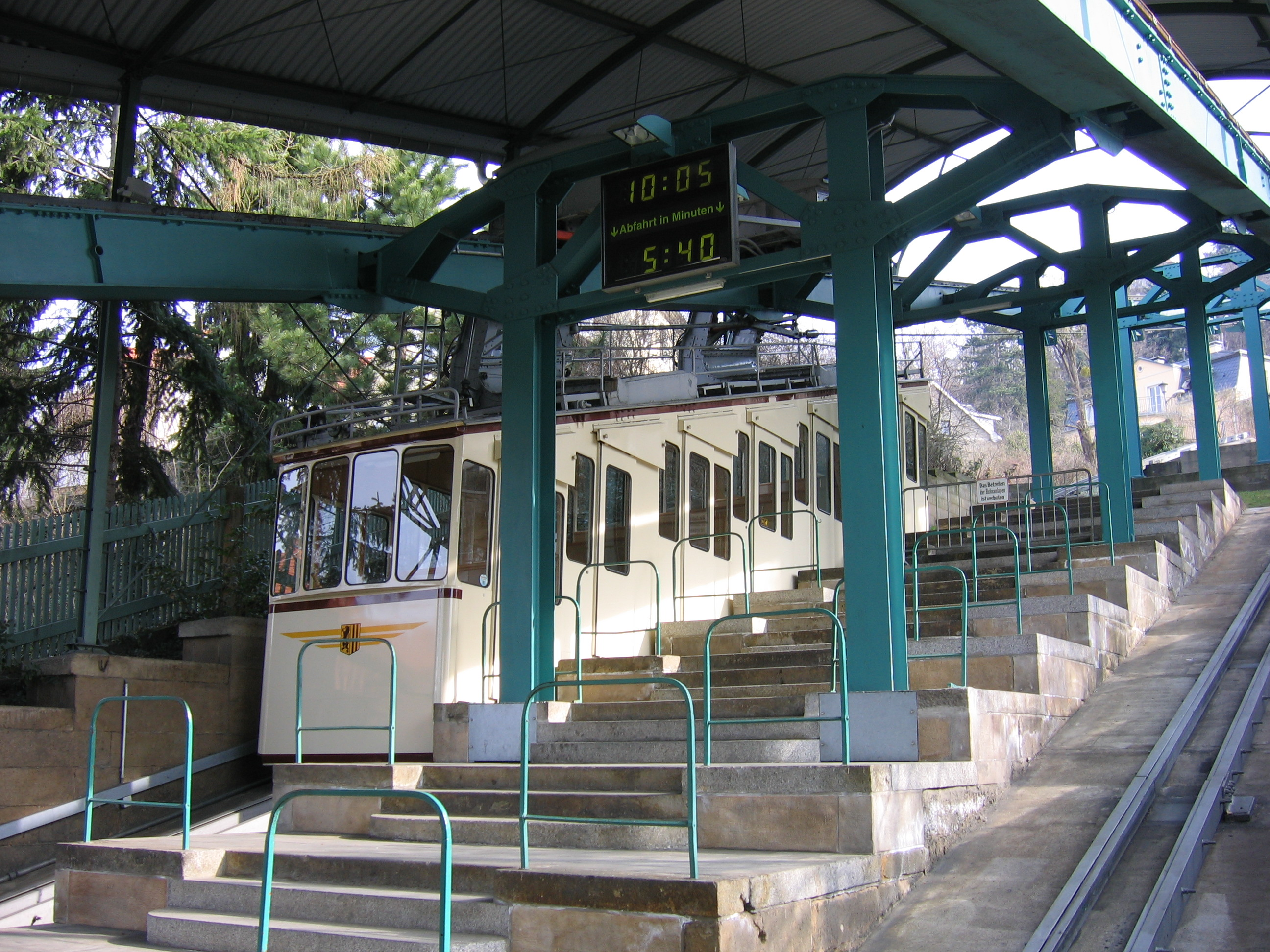
Ingresso alla stazione a valle
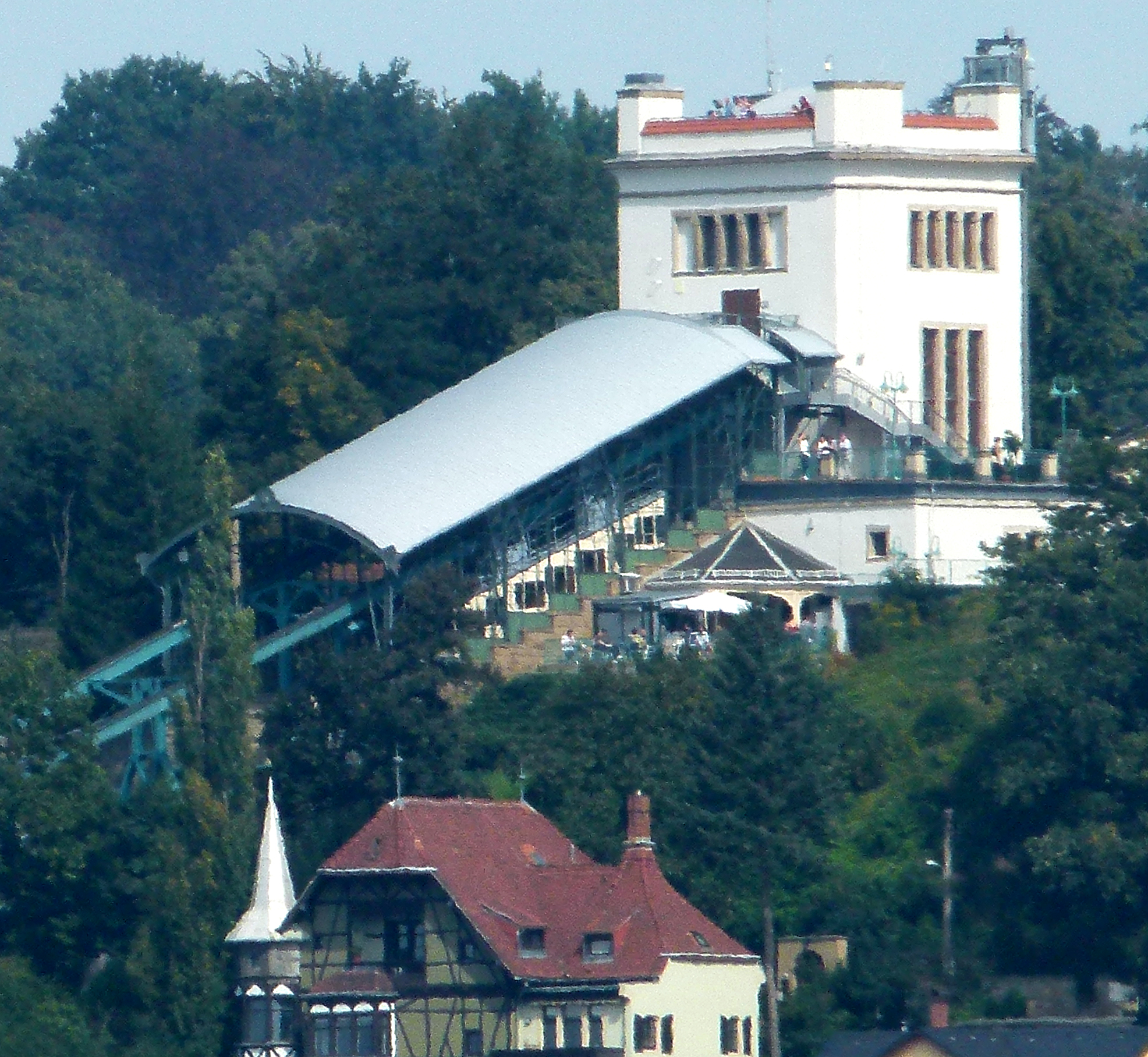
Stazione a monte con piattaforma panoramica
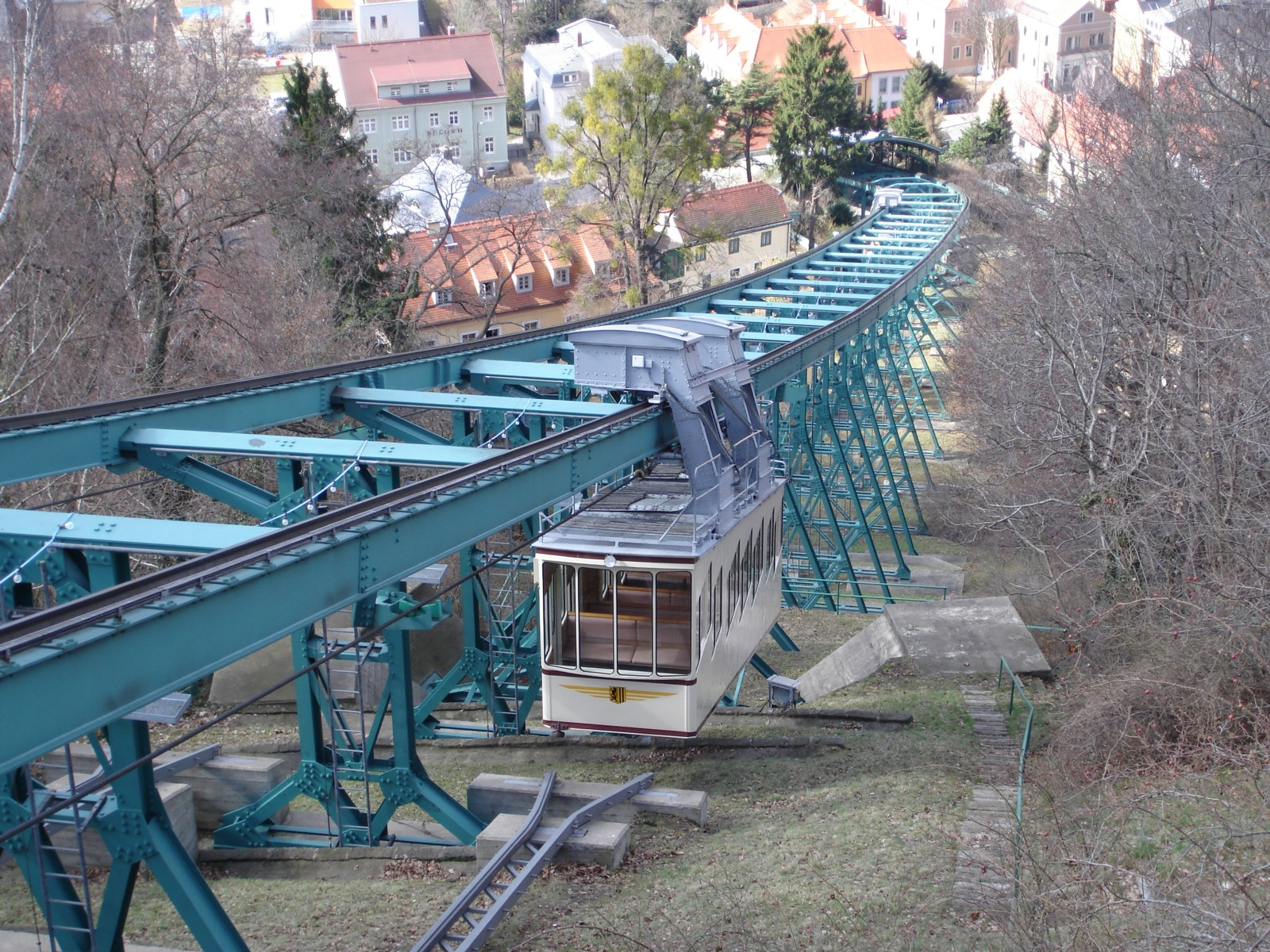
Vista del percorso